# 阪急90形電車

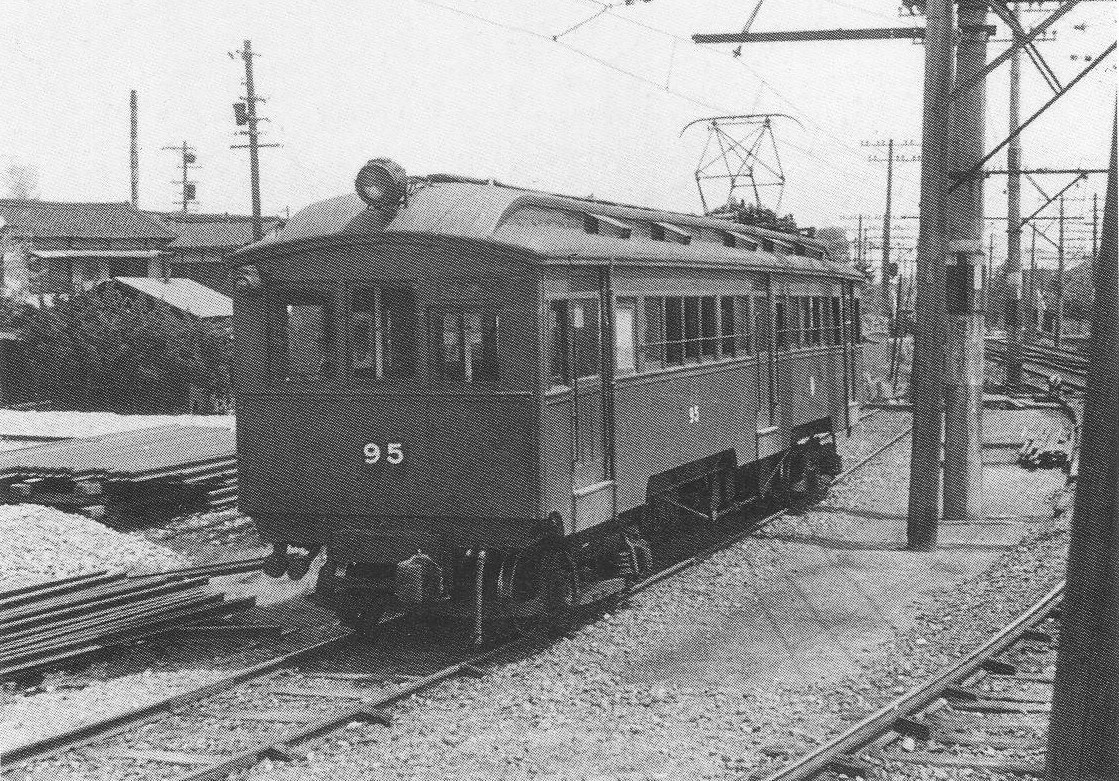
95（旧90・1947年4月塚口駅）

阪急90形電車（はんきゅう90がたでんしゃ）は、阪急電鉄の前身である阪神急行電鉄及び京阪神急行電鉄に在籍した通勤型電車で、現在の今津線の旧称である西宝線の延伸に際し、1926年に鉄道省から木造車体の旧院線電車を、目黒蒲田電鉄経由で6両購入したものである。

## 譲渡の経緯
阪急の実質的な創業者である小林一三と、目黒蒲田電鉄を母体に後の東急を作り上げていった五島慶太の両人は、1920年に五島が鉄道省監督局総務課長から東急の前身の一つである武蔵電気鉄道の常務に転じて鉄道事業に携わるようになってから、五島が小林を師と仰いで鉄道経営のノウハウを学び、小林も目蒲の役員を務めるなど密接な関係にあった。
目黒蒲田電鉄は、最初の開業区間である目黒駅 - 蒲田駅間全通の翌年である1924年に、山手線及び中央線の架線電圧600Vから1,200Vへの昇圧に際して不要となった中古電車22両の払い下げを受けることとなった。しかしながらわずか15km足らずの区間にこの車両数は当時としては過大であり、余剰分を他の私鉄に譲渡することとなった。阪急でも西宝線の今津駅延長に際し、従来使用していた40形では同形式が小型車であったことから輸送力不足が見込まれたが、支線運用のために新車の投入を見送ることとなった。そこで、縁の深い目黒蒲田電鉄が大量に譲受し、各私鉄に譲渡している鉄道院由来の中古電車を譲受することとなった。

## 概要
1926年に目黒蒲田電鉄よりモハ40形45 - 50を譲り受けた車両だが、元々は鉄道院初のボギー電車3両を含む、通称「院電」と呼ばれる国鉄電車史上最初期のボギー車群であった。阪急が導入した車両は、名義上は目黒蒲田電鉄からの譲渡となっているが、実際には鉄道省より直接入線したと言われている。阪急入線に関する整備も大井工場において実施されており、その際に全車に両運転台化改造が行われている。
本形式は単一形式となっているが、鉄道院時代の形式の違いから、2グループに分けられる。
90 - 92は旧院電最初のボギー車である1909年日本車輌製造製のホデ1形5・7・8、93 - 95は1913年鉄道院新橋工場製のナデ6110形6133・6137・6138である。
なお、目黒蒲田電鉄が譲受した院電のうち、再譲渡されず同社に残った車両は、後に池上電気鉄道が同様経緯で譲受していた院電を編入したものと併せて鋼体化され、モハ150形→東京急行電鉄デハ3300形およびサハ1形→東京急行電鉄サハ3350形となっている。また、目黒蒲田電鉄から芝浦製作所専用線に再譲渡されたデハ6293は、新製当時のナデ6141に復元されて保存されている。

### 車体
全車ともに車体長16m級で鋼製台枠を備え、屋根の側面に明かり取り窓のある二重屋根構造の木製車体を載せた、この時期の一般的な車体となっている。
ただし、前述の通り、種車の相違から2グループに分かれており、90 - 92は妻面が平妻3枚窓で前面幕板上部が緩くカーブしており、93 - 95は妻面に緩やかなRのついた3枚窓構成で前面幕板上部はまっすぐだった。車体幅も90 - 92は約2.6m、93 - 95は約2.5mと相違する。
なお、後者は本来妻面の中央に貫通扉が設置されていたが、大井工場における阪急向けの整備改造の際に非貫通化が実施されている。
側面の窓配置は前者が1D(1)4-1D(1)4(1)D1、後者が1D(1)1-2-2D(1)1-2-1(1)D1（窓配置の()内は戸袋窓、-は連窓の区切り）である。
内装は、座席はロングシートで譲受前と変わりはなかったが、これも種車の相違から90 - 92と93 - 95では袖仕切の形状が異なっていた。また、90 - 92の前後客用扉の客室側には、オープンデッキ時代の仕切が残っていた。天井も90 - 92は垂木がむき出しになっていたが、93 - 95は天井板が張られていた。室内灯は阪急入線時にシャンデリア調のものに交換されている。

### 主要機器
国鉄と阪急の軌間の相違のため台車の改軌工事が実施されている以外は、基本的にはほぼ譲受前の仕様のままで竣工している。
台車は90 - 93が球山形鋼を側枠に使用するイコライザー台車の明治45年標準形、94・95がアメリカ・J.G.ブリル社製ブリル27E2である。もっとも、前述の通りこれらは狭軌（1,067mm）用であり、標準軌間（1,435mm）の阪神急行ではそのままでは使用できなかったため、車軸を長軸に交換しトランサム等を拡幅して対応している。
主電動機は狭軌用のものをそのまま流用して全車各4基搭載とされている。歯車比は90 - 92が18:68（1:3.77）、93 - 95が20:69（1:3.45）である。
これに対し、制御器は1形と同じゼネラル・エレクトリック（GE）社製MK電磁単位スイッチ式制御器が搭載されていた。ただし、ノッチオフ時の動作が1形ではデッドマンノブが上がるのに対し、本形式ではハンドル全体が跳ね上がるようになっていた。ブレーキはGE社製J三動弁によるAVRブレーキが採用されている。
集電装置はパンタグラフを装備していたが、阪急入線当初はトロリーポールを併設していた。

## 車番対照
本形式の車番は何度も変更されていることから、複雑なものとなっている。その変遷については下表のとおり。
| 所属     | 鉄道院・鉄道省 | 鉄道院・鉄道省 | 鉄道院・鉄道省 | 鉄道院・鉄道省 | 目蒲   | 阪急   | 阪急   |
| 年次     | 1910年         | 1911年         | 1913年         | 1914年         | 1924年 | 1926年 | 1944年 |
| -------- | -------------- | -------------- | -------------- | -------------- | ------ | ------ | ------ |
| 車両番号 | ホデ5          | ホデ6104       | ナデ6104       | デハ6254       | デハ48 | 90     | 95     |
| 車両番号 | ホデ7          | ホデ6106       | ナデ6106       | デハ6256       | デハ49 | 91     | 94     |
| 車両番号 | ホデ8          | ホデ6107       | ナデ6107       | デハ6257       | デハ50 | 92     | 93     |
| 車両番号 |                |                | ナデ6133       | デハ6285       | デハ45 | 93     | 92     |
| 車両番号 | ナデ6137       | デハ6289       | デハ46         | 94             | 91     |        |        |
| 車両番号 | ナデ6138       | デハ6290       | デハ47         | 95             | 90     |        |        |

## 変遷

### 戦前・戦中

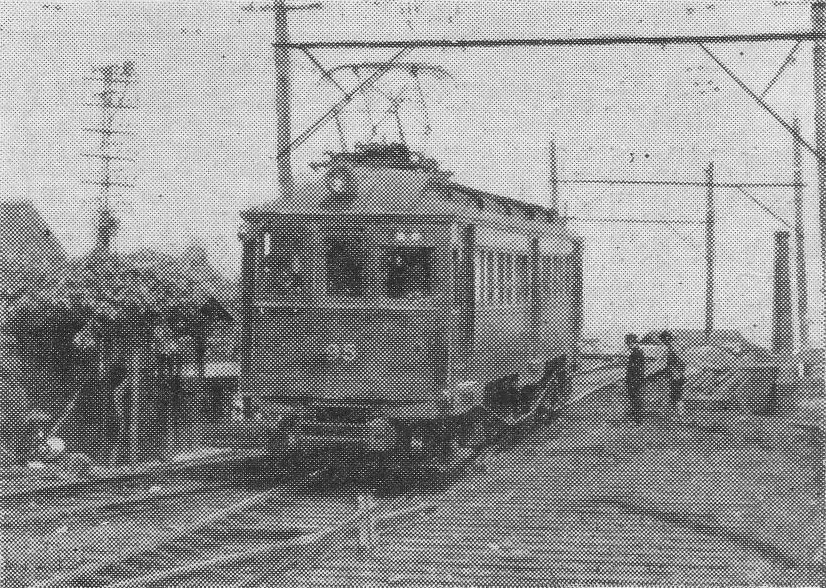
末期の上筒井線で運用される95（のち90）

本形式は前述のとおり大井工場において阪急向けの整備を実施された後、1926年5月に阪急に入線することとなった。出場後貨物列車で池田駅まで運ばれると、能勢電気軌道池田駅前駅にあった貨物引継線で台車を仮台車に履き替えて、電車ないしは電動貨車の牽引で能勢口駅に向かい、構内の連絡線で宝塚線に入線して西宮車庫へ回送された。当時は宝塚線の車両限界が小さかったことから、最徐行で回送したと伝えられている。
西宮工場において最終整備を行い、同年12月の西宝線今津駅延長の際には当初の予定通り同線での使用を開始した。もっともこれらはあまりスピードが出なかったため、1930年には90 - 93の主電動機を700形（後の310形）が搭載した東芝製SE-107Eに換装、これに伴いギアも交換されて歯数比が24:62（1:2.45）となったことから、性能的には51形や700形と同等となった。これに対し、94・95の2両は従前どおりのままであったことから、90 - 93との間で性能差が生じ、1936年からは神戸本線の旧線を支線とした上筒井線の専用車両となり、1940年の同線の廃止後は伊丹線に移動した。なお、これら94・95については阪急社内において「阪急のつばめ号」というブラックユーモアじみたあだ名がつけられていた。
戦時中は、機器類が阪急標準ではなく、整備や部品確保に問題があることや予備品確保の観点などから、1944年7月に92 - 95の4両が制御車化され、同時に番号整理の意味で前述のとおりに改番された。この際に、台車もブリル27E2を装着していた90・91（旧94・95）はブリル27MCB2に交換している。
制御車化後は現在の阪神競馬場にあった川西航空機宝塚工場への通勤客輸送が増加していたことから600形と連結して今津線で使用されたが、600形が非力であったことから重量の重い本形式との2両編成では甲東園駅 - 仁川駅間の急勾配区間ではやっとのことで勾配を越えていた。

### 機器標準化と鋼体化改造

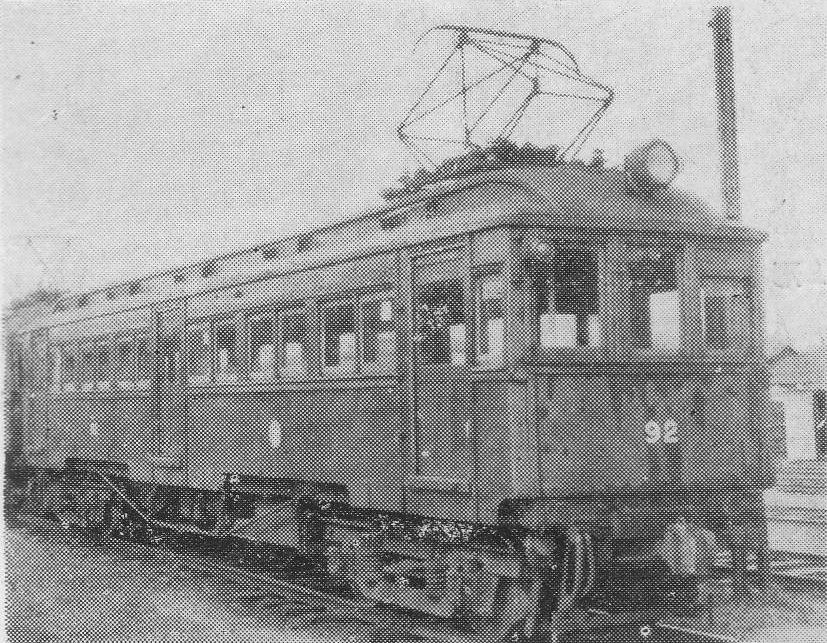
92（旧93・改造前）

終戦直後の本形式は、制御車に改造されたグループはそれまでと同様600形の制御車として使用され、電動車のうち94は単行で伊丹線や甲陽線で使用され、95は1945年8月の西宮空襲で今津駅の駅舎が焼失したことから、同駅の側線に留置されて1947年1月まで駅事務所代用とされた。1946年3月に、制御車は1形や96形の電装解除時の発生品などの手持ち電装品を使用して電動車に復旧、同時に戦時中の酷使によって車体の老朽化が進んだことから、窓下に鋼板を張る車体強化工事が行われた。ところが、同年11月94が西宮車庫構内で空気配管のエア漏れからコンプレッサーの過回転を生じ、過熱・出火して全焼、1948年11月30日付で廃車された。なお、焼け残った台枠は無蓋電動貨車207の新製時に再利用されている。
残った5両は、単行ないしは2両編成で主に伊丹線及び甲陽線で運用されるようになった。本形式の車体は当時木造で残っていた51形に比べると一回り大きく、当面支線で活用できる見込みがあったことから、1952年から1953年にかけて半鋼製車体への更新が行われた。最初に施工された95は、屋根は二重屋根のまま、窓配置もそのまま更新されたため、木造車体の面影を色濃く残す車体となった。続いて更新された90・91も、ほぼ同一内容で更新されたが（前面幕板上部は95に合わせて緩くカーブした形状になった）、95とは種車の形式が異なるため、その相違を引き継いで窓配置や前面が緩やかにカーブしている点などが異なる。
最後に更新された92・93は丸屋根となり、より近代的なスタイルになった。なお、92と93の車体は同形だが、これも種車の形式が違うため台枠寸法が異なり、そのため車体寸法も微妙に異なっている。

## 鋼体化後

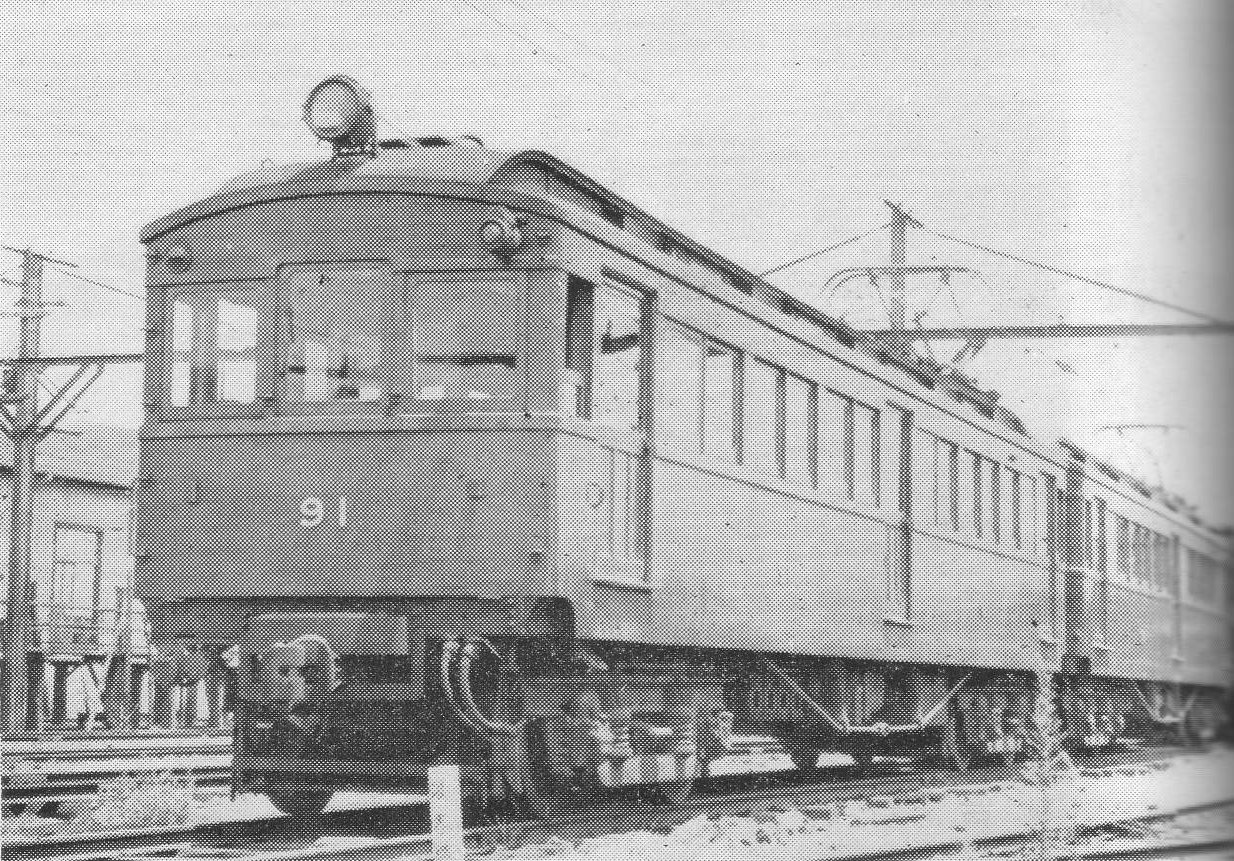
91（旧94・鋼体化後）

鋼体化後の本形式は、伊丹線では2両編成で、甲陽線では2両編成及び単行で使用された。2両編成を組む場合は90 - 91、92 - 93の組み合わせで組むことが多く、このため端数となる95については、予備車扱いとなって営業運転に出る機会が減少した。もっとも、1950年代後半から1960年代初頭にかけての甲陽線では地上設備の制約から本形式と300形のうち電動車で残った316 - 319の2形式しか運用できなかったことから、95が夜間の単行運用に充当されることもあった。また、90 - 91については、1961年に中間部の運転台を撤去して狭幅の貫通路を設け、2両固定編成化された。この結果、95が連結できる相手は両運転台で残った92・93に限られるようになり、運行機会がさらに減少した。1962年1月に1形で最後まで残った32が廃車されると、本形式が阪急で最も車齢の高い車両となった。
1960年代初頭の伊丹線では、塚口駅の構内配線の関係から車両の増結が困難であったため、本形式は96形とともに伊丹線の主力車として、宝塚線から転じた小型車グループの320形・500形（2代目）・550形の各形式や、神戸本線から応援入線する900形・920・800系の17m車グループとともに、朝のラッシュ時には全線複線のメリットを生かして3km前後の区間で6列車運行を行うという頻発運転を実施していた。1963年に316 - 319が廃車された後は、甲陽線と伊丹線で共通運用を組む形式が320・500の両形式が主となったことから、本形式は96形とともに2両編成で伊丹線専用となった。
この時期には伊丹線の輸送力増強を目的として、95を中間車化改造した上で90と91の間に組み込み、3両編成化する計画もあったが、すでに神宝線の架線電圧の1,500Vへの昇圧を控えた時期であったことから、実現には至らなかった。
本形式は、96形や当時神戸線所属の小型車と同様に昇圧対象から外され、西宮車庫の入換車となった93を除く4両は、1965年11月29日付けで休車となり園田駅大阪寄にあった側線に1年ほど留置ののち、1966年11月末に西宮車庫に回送されて同年12月1日付で90 - 92・95の4両が廃車、90 - 91、95の3両は1967年1月末に解体された。92は、車体が西宮車庫で詰所に転用され、しばらく残されていたが後年解体されている。
なお、入換車となった93は、昇圧直前まで入換車として西宮車庫で使用されたため、廃車は昇圧後の1967年10月17日であった。